# Орловская митрополия
Орло́вская митропо́лия — митрополия Русской православной церкви в административных границах Орловской области России.

## История
Образована решением Священного Синода Русской православной церкви 25 июля 2014 года.
Главой Орловской митрополии назначен Преосвященный Орловский и Болховский Антоний.

## Состав митрополии
Орловская митрополия включает в себя 2 епархии:

### Ливенская епархия
Территория: Верховский, Глазуновский, Должанский, Залегощенский, Колпнянский, Корсаковский, Краснозоренский, Ливенский, Малоархангельский, Новодеревеньковский, Новосильский, Покровский, Свердловский районы Орловской области

### Орловская епархия
Территория: г. Орёл, г. Мценск, Болховский, Дмитровский, Знаменский, Кромской, Мценский, Орловский, Сосковский, Троснянский, Урицкий, Хотынецкий и Шаблыкинский районы Орловской области

## Митрополиты
- Антоний (Черемисов) (25 июля 2014 — 26 февраля 2019)
- Симон (Гетя) (26 февраля — 4 апреля 2019)
- Тихон (Доровских) (с 4 апреля 2019)